# Nemopistha togonica
Nemopistha togonica är en insektsart som först beskrevs av Hermann Julius Kolbe 1900.  Nemopistha togonica ingår i släktet Nemopistha och familjen Nemopteridae. Inga underarter finns listade i Catalogue of Life.